# Meralgia z parestezjami
Meralgia z parestezjami (choroba/zespół Bernhardta(-Rotha), łac. meralgia paresthetica) – zaburzenie czucia w obrębie bocznej powierzchni uda, powstałe na skutek ucisku nerwu skórnego bocznego uda. Zaburzeniom czucia towarzyszą pieczenie i ból. Nasilenie objawów może zmieniać się w zależności od pozycji ciała. Dolegliwości bólowe zwykle ustępują po miejscowym leczeniu zachowawczym (niesteroidowe leki przeciwzapalne).
Zespół objawów opisali jako pierwsi Władimir Roth w 1895 i Martin Bernhardt w 1878.